# Фізичне виховання
Фізи́чне вихова́ння, (фізвиховання) — система заходів, спрямованих на фізичний розвиток, функціональне удосконалення організму, формування основних життєво важливих рухових навичок та вмінь для  гармонійного розвитку особистості та її здатності до активної участі в суспільному житті.
В Україні фізичне виховання здійснюється шляхом проведення обов'язкових занять у дошкільних виховних, загальноосвітніх, професійних навчально-виховних та вищих навчальних закладах відповідно до навчальних програм, затверджених у встановленому порядку. Відповідно до стандартів Вищої атестаційної комісії України фізичне виховання (фізична культура) має код спеціальності 24.00.02 (Див. Таблиця:Коди спеціальностей за ВАКом#24 Фізичне виховання та спорт).

## Історія фізичного виховання в Україні
Українська національна система фізичного виховання має глибокі історичні корені. Найповнішого розвитку вона досягла в часи Запорізької Січі, де особлива увага приділялась фізичному вихованню дітей і підлітків у січових церковних школах.

## Основні завдання
Основні завдання фізичного виховання:
- підвищення функціональних можливостей організму засобами фізичної культури;
- сприяння всебічному гармонійному розвитку, відмова від шкідливих звичок, покращення розумової і фізичної працездатності;
- формування думки про систематичні заняття фізичними вправами з урахуванням особливостей їх майбутньої професії, фізичне самовдосконалення та здоровий спосіб життя;
- отримання студентами та учнями необхідних знань, умінь та навичок у галузі фізичної культури з метою профілактики захворювань, відновлення здоров'я та підвищення професійної працездатності;
- використання засобів фізичної культури в лікувально-профілактичній діяльності;
- оволодіння методами визначення фізичного стану та самоконтролю;
- виховання організаторських навичок, особистої гігієни та загартовування організму;
- уміння складати та виконувати вправи з комплексів ранкової гігієнічної гімнастики;
- виховання патріотичних, морально-вольових і естетичних якостей;
- удосконалення спортивної майстерності студентів та учнів, що займаються обраними видами спорту;
- забезпечення  рівного доступу  до  рухової  активності  осіб  із  різними  порушеннями  здоров’я  або функціональними  обмеженням (адаптивне фізичне виховання).[2]

## Гігієна фізичного виховання
У вищих навчальних закладах передбачений курс лекцій щодо гігієни фізичного виховання.
Гігієну фізичного виховання можна умовно поділити на 4 розділи:
- загальна гігієна — займається вивченням впливу факторів зовнішнього середовища на здоров'я людини, розглядає основні гігієнічні вимоги щодо попередження негативного впливу зовнішніх факторів на організм дитини та їх використання в процесі фізичного виховання учнів чи студентів; розкриває значення, правила і методику загартовування за допомогою фізичних факторів.
- шкільна гігієна — викладаються гігієнічні вимоги (нормативи) до спортивних шкільних будівель, майданчиків і обладнання, спортивного одягу і взуття, організації навчально-виховного процесу в школі.
- гігієна фізичного виховання — викладаються відомості про гігієнічне значення окремих засобів і форм фізичного виховання; наводяться гігієнічні вимоги до рівня рухової активності і дозування фізичних навантажень у віковому аспекті; викладаються загальні гігієнічні вимоги до планування, організації і методики занять фізичною культурою, а також до занять в окремих видах спорту (гімнастика, легка атлетика, лижні перегони, плавання, спортивні ігри, туризм, єдиноборства).
- методика викладання гігієнічних знань в загальноосвітній школі — викладається теоретичний матеріал з основних питань методики формування знань гігієнічного характеру, основна увага приділяється аналізу шкільної програми з фізичного виховання.

## Середні загальноосвітні та професійні заклади
У загальноосвітніх навчально-виховних закладах уроки з фізичної культури є обов'язковими і проводяться не більше трьох разів на тиждень.
Періодичність проведення занять, вимоги до складання заліків із установлюються за погодженням із центральним органом виконавчої влади з фізичної культури і спорту.
Загальноосвітні та професійні навчально-виховні заклади з урахуванням місцевих умов, інтересів і запитів учнів самостійно визначають зміст, форми і засоби їх рухової активності, методи проведення занять із фізичної культури, а також організовують позанавчальну фізкультурно-спортивну роботу за участю позашкільних навчально-виховних закладів, громадських організацій фізкультурно-спортивної спрямованості.
У «Державних вимогах до навчальних програм з фізичного виховання в системі освіти» про фізвиховання у середній школі написано:
|  | Навчальний матеріал шкільного компонента (програми з фізичної культури) визначається вчителем фізичної культури після погодження з директором школи. Перевага при цьому надається національним рухливим іграм, цікавим для учнів вправам ритмічної та художньої гімнастики; вправам, які мають прикладне значення і проводяться на свіжому повітрі; засобам, що сприятимуть інтенсивному розвитку рухових якостей. Значну частину змісту цього компонента мають складати фізичні вправи та види спорту, які традиційно проводяться або поглиблено вивчаються в даній школі. До них можуть належати гімнастика, легка атлетика, спортивні ігри (баскетбол, волейбол, футбол та ін.), плавання, зимові види спорту тощо. Регіональний та шкільний компоненти передбачають один додатковий урок на тиждень у всіх класах. |

### Зміст фізичного виховання
- теоретичні відомості:
  - гігієна загальних і фізичних вправ
  - загальні відомості
- заняття гімнастикою/сприяють загальному фізичному розвитку школярів/:
  - загальнорозвивальні
  - вправи на формування правильної постави
  - акробатичні
  - танцювальні
  - на розвиток рівноваги
  - опорні стрибки
- заняття з легкої атлетики:
  - різні види бігу
  - стрибки в довжину й висоту
  - метання
- рухливі ігри —розвиток в учнів кмітливості, спритності, швидкості дій, дисциплінованості.
- спортивні ігри: 
  - волейбол
  - футбол

## Вищі навчальні заклади
Згідно із «Державними вимогами до навчальних програм з фізичного виховання в системі освіти», затвердженими наказом Міністерства освіти України від 25 травня 1998 р. N 188 «Про нормативні документи з фізичного виховання», вищі заклади освіти на підставі навчального плану та базової навчальної програми з фізичного виховання розробляють свої робочі навчальні програми з фізичного виховання. Вони конкретизують і доповнюють зміст базової фізкультурної освіти, враховуючи регіональні, етнографічні, економічні і екологічні особливості, місцеві народні традиції, географічні умови, фізкультурні і спортивні інтереси студентів, специфіку кадрового і матеріально-технічного забезпечення та вимоги стандартів вищої освіти відповідно до освітньо-кваліфікаційних характеристик профілю підготовки фахівців певного рівня («бакалавр», «спеціаліст», «магістр»).

### Навчальна програма
Навчальна програма з фізичного виховання у ВНЗ затверджена Міністерством освіти України як базова і є обов'язковою для засвоєння її змісту студентами денної форми навчання вищих закладів освіти III і IV рівнів акредитації усіх форм власності. Методологічною основою програми є чинні державні документи, що регламентують фізичне виховання як обов'язкову дисципліну. Вона розроблена на основі «Державних вимог до навчальних програм із фізичного виховання в системі освіти».
Програма ґрунтується на:
- концептуальних засадах законів України «Про фізичну культуру і спорт», «Про освіту», Цільової комплексної програми «Фізична культура — здоров'я нації
- Положенні про державні тести і нормативи оцінки фізичної підготовленості населення України
- Концепції фізичного виховання в системі освіти України
- Державних вимогах до навчальних програм з фізичного виховання
- Державних стандартах вищої освіти та інших документах, виданих Міністерством освіти України

Головна мета базової програми — визначити стандарт фізичного виховання, відповідний мінімальний рівень обов'язкової фізкультурної освіти для студентів, що навчаються у вищих закладах освіти і отримують кваліфікацію — «молодший спеціаліст», «бакалавр», «магістр».
Програма вступає в дію з моменту її затвердження Міністерством освіти України. Вона передбачає проведення обов'язкових аудиторних занять в обсязі не менше 4-х годин на тиждень протягом всього періоду навчання за виключенням останнього випускного семестру.

### Основні принципи
Здійснення фізичного виховання у вищому навчальному закладі ґрунтується на:
- загальних соціальних принципах виховної стратегії суспільства, що передбачають всебічну підготовку особистості до трудової та інших суспільно важливих видів діяльності і всемірний розвиток життєвих сил і здібностей людини як вищої цінності суспільства;
- загальнопедагогічних принципах: особистого підходу, фундаментальності, гуманізації, демократизації педагогічного процесу;
- загальнометодичних принципах: свідомості, активності, доступності, індивідуалізації, систематичності;
- специфічних принципах фізичного виховання: безперевного систематичного чергування навантажень і відпочинку, поступового нарощування педагогічних впливів, адаптивного збалансування динаміки навантажень, циклічної побудови системи занять, пікової і загальноосвітньої адекватності напрямків фізичного виховання.

### Засоби і методи
Згідно з навчальною програмою, розробленою ініціативною групою вчених на замовлення Міністерства освіти України, у процесі фізичного виховання у вищих закладах освіти використовуються традиційні і нетрадиційні засоби і методи фізкультурної освіти та фізичного удосконалення.
Добір засобів і методів здійснюється за розсудом викладачів з урахуванням фізкультурних і спортивних інтересів та індивідуальних особливостей тих, хто займається, рівня їхнього здоров'я, фізкультурної освіти, фізичної підготовленості, наявності умов для занять, екологічного добробуту.
Забороняється використання засобів і методів у фізичному вихованні, пов'язаних з невиправданим ризиком для життя і здоров'я тих, хто займається, а також таких, які не відповідають етичним вимогам, формують культ насильства і жорстокості.

### Форми і види занять
Основними видами навчальних занять з фізичного виховання у вищих навчальних закладах є:
- лекції;
- лабораторні, практичні, семінарські, індивідуальні заняття;
- консультації.

Інші види навчальних занять визначаються у порядку, встановленому кафедрою фізичного виховання вищого навчального закладу. Позаучбові заняття з фізичного виховання організуються і проводяться у формі:
- занять у спортивних клубах, фізкультурно-оздоровчих центрах, секціях, групах за інтересами;
- самостійних занять фізичними вправами, спортом, туризмом;
- масових оздоровчих, фізкультурних і спортивних заходів;
- занять протягом дня по забезпеченню працездатності, післяробочого відновлення, психорегуляції, корекції.

### Контроль
Засвоєння програми фізичного виховання у вищому закладі освіти припускає систему контрольних заходів, що включає оперативний, поточний, підсумковий контроль і підсумкову атестацію.
Головна ціль цих заходів — оптимізувати процес фізичного виховання, домогтися його максимальної результативності. Оперативний контроль забезпечує інформацію про хід виконання студентами окремих видів навчальної роботи:
- відношення студентів до запропонованої програми занять;
- засвоюваності програмного матеріалу;
- ступеня адекватності і прийнятності навчальних навантажень;
- вихідному рівні підготовленості студентів до оволодіння програмним матеріалом та інше.

#### Поточний контроль
Поточний контроль ставить своїм завданням виявити ступінь засвоєння студентами окремих розділів і тем навчальної програми і фізичного виховання на контрольному етапі освіти.
Формами і методами оперативного і поточного контролю є педагогічні і лікарсько-педагогічні спостереження: усне і письмове опитування студентів, виконання контрольних робіт, завдань, вправ, тестів, вирішення комп'ютерних задач із фізичної культури, експертні оцінки, аналізи й інші.
Підсумковий контроль проводиться з метою оцінки кінцевих результатів фізичного виховання на визначеному утворювальному (кваліфікаційному) рівні або на окремих його завершених етапах.

#### Підсумковий контроль
Підсумковий контроль у вишах ІІІ-IV рівня акредитації включає річний контроль і кінцеву атестацію студентів.
У вишах може також проводитися модулі й інші форми підсумкового контролю після закінчення частини занять із фізичного виховання, результати якого враховуються при виставлянні підсумкової оцінки з предмету.
Річний контроль з фізичного виховання провадиться в формі диференційованого заліку в період залікової сесії і спрямований на виявлення й оцінку рівня сформульованної фізичної культури студента або її елементів.
Загальна концепція і методика заліку визначена в Положенні про організацію навчального процесу у вищих навчальних закладах (наказ Міністерства освіти України від 2 червня 1993р. N 161) і Положенні про заліки з фізичного виховання студентів (наказ Міносвіти України від 25 травня 1998р. N 188). Порядок і графік проведення заліків встановлюється безпосередньо навчальним закладом. При цьому студенти повинні бути сповіщені про неї не пізніше ніж за 3 місяці до встановлених термінів.

#### Атестація з фізичного виховання
При закінченні навчального закладу, курсу фізичного виховання або досягненні одного з освітньо-кваліфікаційних рівнів (бакалавра, спеціаліста, магістра) проводиться підсумкова атестація з фізичного виховання відповідно до вимог освітньо-кваліфікаційної характеристики фахівця.
Атестація проводиться за останніми даними медичних оглядів, проведень занять з фізичного виховання, за результатами виконання державних тестів фізичної підготовки, оцінкам рівня теоретичної і методичної підготовки.

### Проблеми
Фізичне виховання на сучасному етапі стикається зі все більшою кількістю проблем. Найочевиднішими є питання матеріального забезпечення. Проте сучасні  педагоги вказують на такі основні методичні проблеми фізичного виховання у ВНЗ:
- У педагогічних дослідженнях, які спрямовані на вивчення та вдосконалення фізичного виховання студентів у вищих навчальних закладах, як правило, аналізується якась одна сторона даної проблеми — «викладацька» чи «студентська»[4][5][6].
- У теорії та практиці фізичного виховання недостатньо вивчені педагогічні умови формування свідомого ставлення студента до фізичного виховання, що унеможливлює його реалізацію без найтіснішого особистісного співробітництва між викладачем і студентом.
- Процес фізичного виховання у свідомості студентів стає діяльністю механічною, позбавленою творчості[7][8].

## Військовослужбовці
Фізичне виховання військовослужбовців є складовою частиною загальної системи навчання та виховання особового складу Збройних Сил України, органів внутрішніх справ, інших військових формувань і здійснюється у формі спеціальної фізичної підготовки.